# Крапань

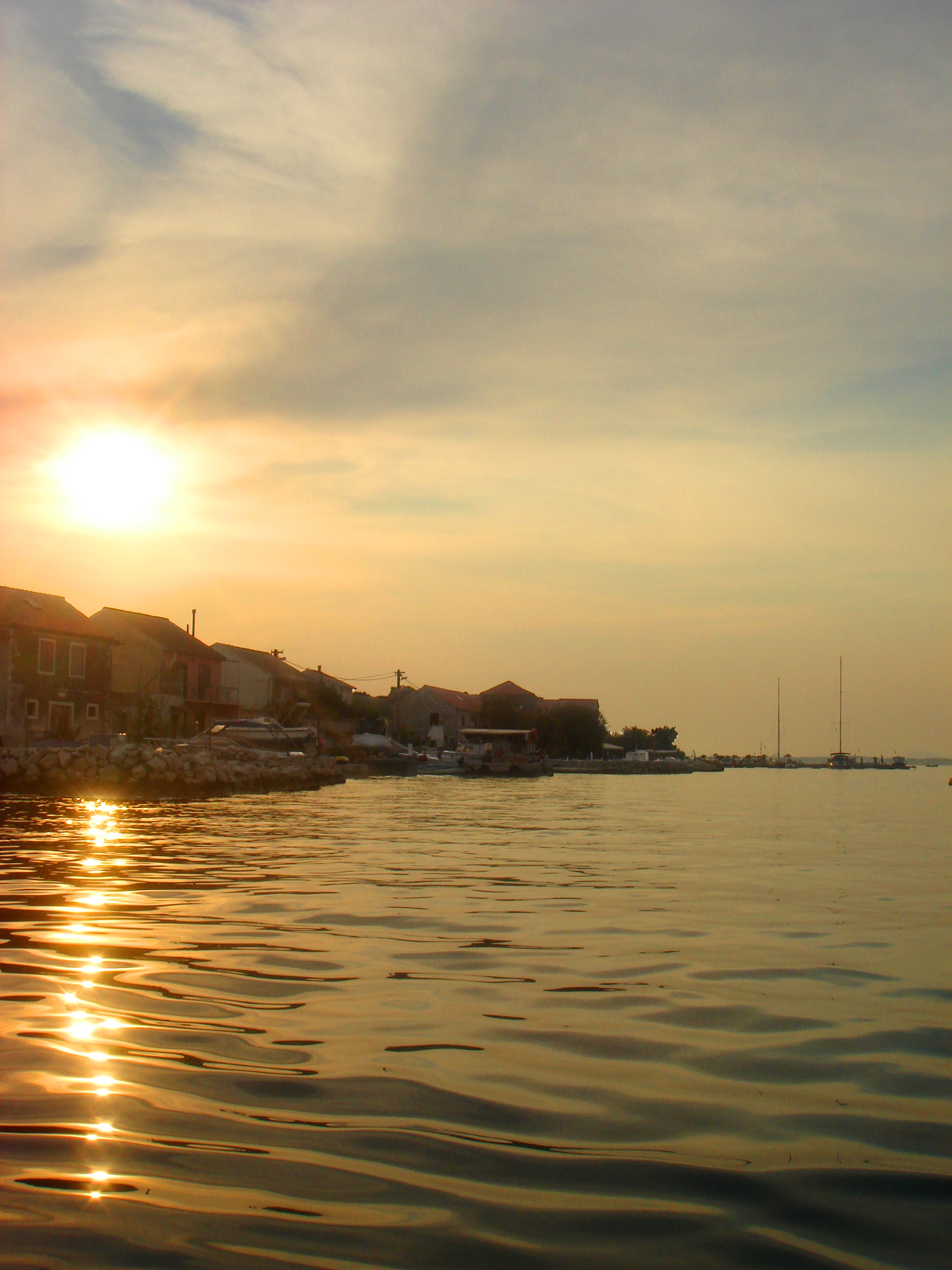

Крапань — хорв. Krapanj — найнижчий і найменший населений острів  Адріатичного моря. Його найбільша висота не перевищує 1,25 м, довжина берегової лінії 3620 м, а від материка він знаходиться всього за 300 м. В шістдесятих роках, з більш ніж 1,5 тис. населення,  був найбільш густонаселеним островом в Адріатиці. Площа Крапаня складає менше половини квадратного кілометра. Сьогодні на ньому близько 200 жителів.

## Історія
Крапань належав Шибеницькій Капітулі, а в 1436 був проданий Томі Юрічу. У тому ж році, власник острова  почав будувати каплицю. В 1446 разом з церквою був збудований монастир, який в 1626  був оновлений і побудований фонтан в стилі пізнього ренесансу. У трапезній монастиря є картина Остання вечеря художника Франческо да Сантакроче (Francesco di Girolamo da Santacroce) (1516-1584).

Вже в 1500 в Крапані було близько 200 будинків. Поселившись на острові без джерела питної води, пасовищ і орних земель, новачки швидко почали  виживати з моря.
В 1811 на острові відкрита  початкова школа, яка працювали в монастирі класі.
В 1893 острів  першим почав надавати обладнання для дайвінгу. У тому ж році, відкриті кооперативи по добуванню губки. З другої половини 20-го століття на острові були зроблені значні роботи зі створення інфраструктури, яка полегшила життя місцевих жителів . В  1964 острів був забезпечений проточною водою, а з 1967 до 1972. було зроблено мощення Крапаня.

## Населення
Згідно з переписом 1991 року, на Капрані було 2513 жителів. У перепису 2001, більшість населених пунктів Капраня (частина з яких розташована на материку) були виділені  окремо в  новоутворене місто Бродаріца (Brodarica), а на  острівній частині записані тільки 228 жителів.